# Orpa
Orpa è un personaggio biblico presente nel Libro di Ruth.

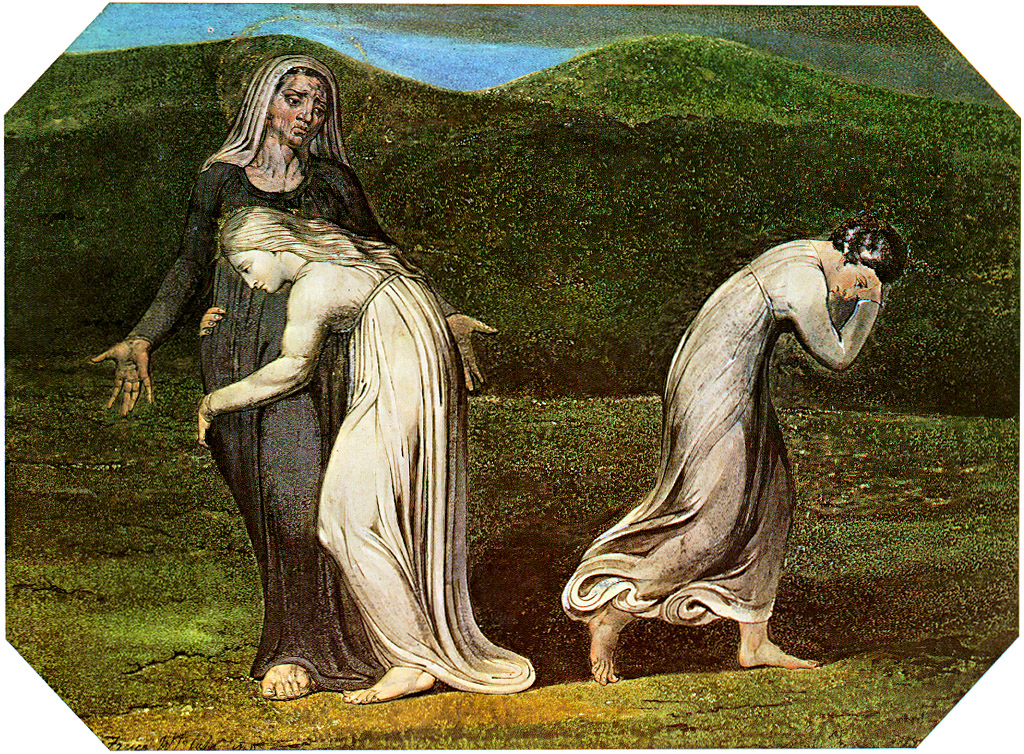
Noemi invita Rut e Orpa a ritornare in terra moabita: dipinto di William Blake, 1795

È la sposa moabita di Chilion, primogenito di Elimèlech e di Noemi, fratello di Maclon. Alla morte di Elimèlech e dei suoi due figli in non meglio precisate circostanze, le tre vedove (Noemi, Orpa e Rut), con Noemi dirigono verso il paese di Betlemme di Giuda, terra nativa dei loro consorti. Orpa ritorna agli dei pagani del suo popolo, mentre Rut -anch'essa maobìta- raggiunge con Noemi la città di Betlemme, dimostrandosi decisa ad appartenere ad un nuovo popolo e ad un nuovo Dio (v.16).
(Libro di Rut 1:1-4)
Durante il cammino, Noemi invita le due a tornare al loro luogo di nascita, Moab; queste all'inizio piangono e chiedono di poter proseguire ma alla fine Orpa, a differenza di Rut, desiste e, dopo aver baciato la suocera, parte e torna verso il suo paese, Moab, il suo popolo e il suo dio, Camos. (Rut 1,6-14).
Il nome di questo personaggio deriva dall'ebraico Orpah עָרְפָּה, che indica il collo, ma anche l'atto di decapitare.